# Miroslav Irchan
Miroslav Irchan (Kolomyia, 14 de julio de 1897 - Sandarmoj, 3 de noviembre de 1937), cuyo nombre de nacimiento era Andri Babiuk, fue un poeta, escritor y traductor ucraniano, además de escritor cuentos y dramaturgo que pasó un tiempo en Canadá y continuó escribiendo sobre sus experiencias europeas mientras estaba en el nuevo mundo. También fue editor de varias publicaciones en Europa y Canadá.

## Vida
Andri Babiuk nació el 14 de julio de 1897 en una familia campesina pobre en el pueblo de Piadiki, cerca de Kolomyia, en el óblast de Ivano-Frankovsk. En 1914, se graduó del Seminario de Maestros en Leópolis.

### Guerra civil ucraniana
La primera historia que escribió fue a la edad de 17 años titulada Reunión [Зустріч] usando el seudónimo Irchan. Su primera colección de bocetos y cuentos se tituló La risa del nirvaná  [Сміх Нірвани], una condena a la guerra.: 5 
Se hizo soldado en los fusileros ucranianos Sich y en el ejército ucraniano de Galitzia poco después del estallido de la Primera Guerra Mundial. Luchó en tres ejércitos diferentes: austrohúngaro, de Galitzia y el Ejército Rojo de Ucrania.: 10  Mientras estaba en las filas del Ejército Rojo Ucraniano de Galitzia, editó su periódico Arquero rojo [Червоний Стрелец]. Escribió dos obras de teatro sobre la Guerra Civil de Ucrania durante la guerra. La primera de estas obras fue El rebelde [Бунтар], que comenzó en la guerra polaco-soviética en abril de 1920 y se completó el 12 de enero de 1921 en Uman. Se representó en 26 ocasiones durante ocho meses en el óblast de Kiev y Podolia. Impreso por la editorial Kultura en 1922, 3000 de sus 10000 ejemplares se distribuyeron en América del Norte. Está ambientada en una ciudad de Galitzia a principios de 1920, cuando la ofensiva del Ejército Rojo contra Polonia se había estancado, y habla de una insurrección fallida organizada por activistas ucranianos prosoviéticos en el movimiento obrero.

### Vida de casado
Tras el final de la guerra civil, Irchan se instaló en Kiev, donde conoció y se casó con su esposa Zdenka. Era hija de un médico checo y cuando sus padres regresaron a Praga en 1922, la joven pareja los siguió. En Praga, Irchan se matriculó en la Universidad Carolina y participó en actividades estudiantiles ucranianas. Era bien conocido como escritor en ese momento y continuó publicando artículos e historias, algunas de las cuales se imprimieron en América del Norte.: 6 

### Canadá
En 1923, Irchan fue invitado a ir a Canadá a través de la ULTA (Ukrainian Labour Temple Association) para editar su revista Mujer trabajadora [Working Woman; Робітниця], a la que ya había contribuido con artículos. En ese momento, la inmigración canadiense solo aceptaba inmigrantes como trabajadores, por lo que él y su esposa fueron invitados a venir a Canadá por un granjero canadiense, en Gonor (Manitoba), donde vivieron un tiempo y él continuó con sus actividades literarias.: 10 

### Teatro
En Canadá, viviría el período literario más creativo de su vida, como editor, poeta, escritor de cuentos y dramaturgo.
La primera obra que escribió en Canadá fue La familia de los fabricantes de cepillos [The Family of Brushmakers; Родина щіткарів]. En todos los casos es el drama de la mente dubitativa y confusa lo que interesa a Irchan, su obra adquiere una textura rica y ofrece muchas lecturas posibles y muchas interpretaciones complejas. La familia de los fabricantes de cepillos, en cuatro actos, escrita entre 1923 y 1924, cuenta la historia de una familia de cuatro personas, tres de las cuales son ciegas al comienzo de la obra. Sólo el hijo puede ver. En las palabras de Irchan, «En 1915, mientras estaba enfermo en un hospital alemán en la capital de Austria, Viena, leí en un periódico alemán una historia en un pequeño rincón de su última página sobre un músico y fabricante de cepillos ciego que vivía en Alemania y que tenía una esposa e hija ciegas. Su único hijo, que tenía visión, fue reclutado en el ejército alemán. Con el tiempo, el hijo regresó a casa, pero para gloria del Kaiser y del gran Imperio Alemán, había perdido la vista. Lo había perdido durante un ataque de gas venenoso en el frente. Así que el único miembro de la familia que podía ver, el hijo, ahora era ciego en una familia ciega».: 84 La obra fue un gran éxito, se representó 74 veces desde Montreal a Vancouver, e incluso la prensa inglesa tuvo acabó mencionando esta «peligrosa producción».

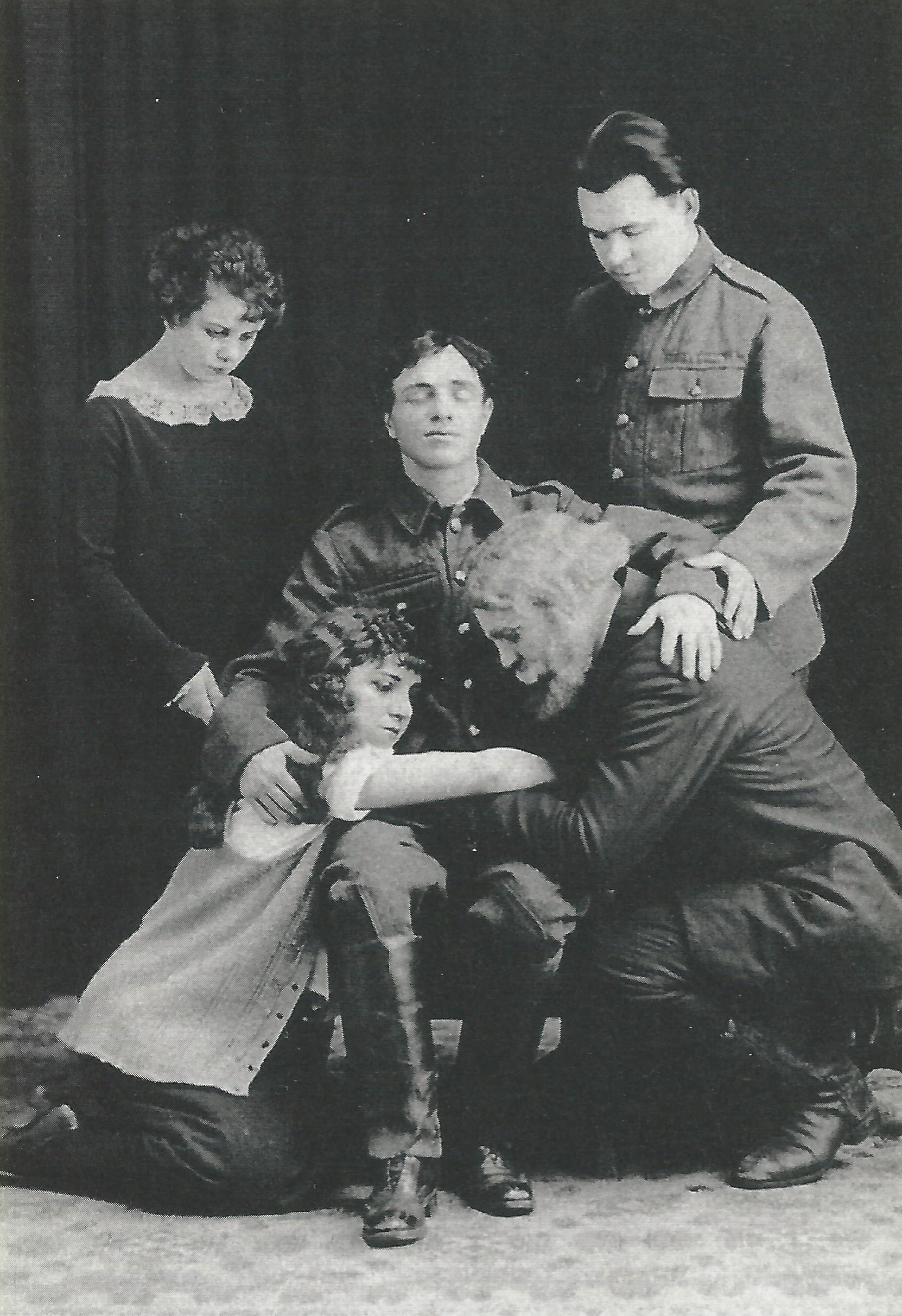
Myroslav Irchan (sentado), como el hijo, en su obra La familia de los fabricantes de cepillos

### Partida
Las razones de su salida de Canadá son múltiples. Primero, su esposa Zdenka, que tenía mala salud, con su hija Maya, regresó con sus padres a Praga. En segundo lugar, las actividades organizativas que lo envolvían cada vez más a ULTA en Winnipeg le dejaban pocas oportunidades para desarrollarse como escritor. Finalmente, algunos de los miembros de ULTA pueden haber encontrado problemas con su trabajo, posiblemente les molestaba la expresión individual en lugar de la de su organización. Cualesquiera que fueran las razones, el 22 de mayo de 1929 partió de Winnipeg en su viaje de regreso a Europa.: 55 

### Muerte
Irchan regresó a Ucrania en un momento en que se intensificaba la represión de Stalin de artistas, académicos e intelectuales en todos los campos.
Irchan se mudó a Járkov, en ese momento la capital de la Ucrania soviética. La ciudad tenía organizaciones de escritores y editores, y él tenía amigos aquí en la comunidad de escritores. En 1934, fue uno de los muchos escritores detenidos por la Administración Política del Estado. Su esposa e hija se unieron a él en Omsk, Siberia, aunque no está claro si Zdenka lo hizo voluntariamente. En una carta que escribió a un amigo en Winnipeg, dice: «Por favor, no me envíe más periódicos y notifique a Nueva York que haga lo mismo, porque me están causando molestias. Algún día escribiré más. Saludos a todos. Zdenka.»: 63  Pero no se volvió a oír de Ircha.
Treinta y cuatro años después de la  rehabilitación oficial de Irchan en la Unión Soviética, que había sido el resultado del informe de Jruschov que revelaba la actividad criminal bajo la dirección de Stalin, se hicieron públicos los detalles del destino de Irchan. Irchan fue interrogado por Pavel Póstyshev, considerado uno de los principales arquitectos de la hambruna de 1932-1933, conocida en Ucrania como Holodomor. Irchan fue acusado de pertenecer a la organización contrarrevolucionaria nacionalista ucraniana, que trabajaba para derrocar el gobierno soviético en Ucrania por medios militares. Parece ser que le fusilaron junto con tantos otros intelectuales ucranianos el 3 de noviembre de 1937 en Sandarmoj, en Karelia.: 65 